# José Solano Carneiro da Cunha
José Solano Carneiro da Cunha (Cabo de Santo Agostinho, Pernambuco, 1892 – Rio de Janeiro, RJ, 1973) foi um político brasileiro.
Foi ministro interino da Agricultura no governo de Getúlio Vargas, de 9 de agosto a 9 de setembro de 1935.